# Lipót (település)
Lipót község Győr-Moson-Sopron vármegyében, a Mosonmagyaróvári járásban.

## Fekvése
Önálló község a Szigetköz közepén, a Duna jobb partján. Mosonmagyaróvártól keletre 15 kilométer, Győrtől nyugatra 24 kilométer távolságra fekszik.

### Közlekedése
A település közúton három irányból közelíthető meg: a Szigetköz főútjának számító 1401-es útról Hédervárnál leágazva az 1411-es, Darnózselinél letérve az 1404-es, valamint Halászi felől Püski és Dunaremete érintésével az 1405-ös úton.

## Történelme
A nyelvtudomány, valamint a helytörténészek egybehangzó véleménye szerint a falu egy Lipót nevű személyről neveztetett el, aki a település egykori birtokosa volt. Haller János szerint Lipoldt mosoni polgárnak IV. Béla 1264-ben adományozta a területet; tény viszont, hogy neve 1237 táján „Lypoldt” formában előfordul már egy oklevélben – sőt egyes kutatók egy 1216. évi említést is ismerni vélnek. A 14-15. századból több okleveles említése is ismert: 1377-ben például „Lypolthfalva” néven a Héderváry-család birtokaként említik.
A község névváltozatai:
| Év       | Elnevezés     |
| 1377     | Lypolthfalwa  |
| 1418     | Lipóthfalva   |
| 1476     | Lippolthfalwa |
| 1535     | Lypolttffalwa |
| 1622     | Lipotfalua    |
| 1672     | Lipold        |
| 1888-tól | Lipót         |

1521 után a többi szigetközi birtoktesttel együtt Lipót is Bakics Pál kezére került, a „Bakicsok” dűlőnév – Hédervár és Lipót között – e korszakot idézi. Az I. Ferdinánd hűségére visszatérő Hédervári István 1542-ben visszakapta birtokait, így Lipót ismét Hédervári-birtok lett. Lakossága közben – a földesurak vallását követve – protestáns lett, majd az 1630-as években rekatolizált.
A háborús pusztítások, valamint az árvizek miatt a nép többször is kénytelen volt a Duna szigeteire menekülni, hogy a vész elmúltával újra  felépítse faluját – esetleg újabb, biztonságosabbnak vélt helyen. Lipót község három helyéről tudunk:
- a legrégibb falu emlékét a „Falu-sziget” dűlőnév őrzi a mai főág túlsó partján;
- a második falu a mai nagy holtág zugában volt, a Macska-sziget dűlő környékén, itt kerültek elő a régi templom, valamint a házak maradványai;
- míg a harmadik telephely a mai falu, a pusztítások miatt többször újjáépítve.

A falut ért pusztítások hosszú sorából ehelyütt csak néhányat említenénk. 1658-ban, 1784-ben, 1831-ben és 1849-ben kolerajárvány, 1684-ben és 1688-ban pestisjár-vány tombolt a faluban – az utóbbi egy év alatt mintegy 200 áldozatot követelve! Így nem csoda, hogy az 1731. évi egyházlátogatási jegyzőkönyv mindössze 241 lakost említ Lipóton, míg az 1785. évi urbárium 9 nemes család mellett 14 örökös jobbágy, valamint 17 házas zsellér famíliát jegyez.
1809-ben nemcsak a franciák átvonulása sújtja Lipót lakosságát, de az árvíz is – ez utóbbi teljesen elpusztította a falut! Nagy hamarosan újjáépült, sőt fejlődésnek indult. Lipót 1884-ben került – a szomszédos községekkel együtt – Moson vármegyéhez. Egyházilag Hédervár filiája lett, világi anyakönyvezés szempontjából a mosondarnói (andaui) körjegyzőséghez tartozott.
A falu régi lakossága a vízhez alkalmazkodva főként a „vízből” élt. HalászaI halászbokrokba tömörültek, a kifogott halat – a leghíresebb fajta a viza volt – bécsi és pozsonyi piacokon értékesítették. Sok embernek adott megélhetést az aranyászat: 1831-ben az óvári harmincadvám adatai szerint 39 aranyász élt Lipóton, de a 20. század első felében is működtek még néhányan. Híresek voltak a falu vízimalmai is: 1782-ben 8, 1885-ben 6 volt található. És többen keresték kenyerüket révészkedéssel, hajóvontatással, később hajózással is. A felsoroltak miatt nagyon nagy hatással volt a falu életére a Duna 1885-ben megkezdett szabályozása, hiszen a lakosság jelentős része foglalkoztatásának megváltoztatására kényszerült: a régi mesterségekkel felhagyva földműveléssel, állattenyésztéssel, kertészkedéssel kezdett foglalkozni. A századforduló táján virágzó falut – 1900-ban 1007 katolikus és 11 zsidó lakja – érzékenyen érintik az 1910-es évek eseményei: az első világháború 28 hősi halottat követelt a közösségtől, Trianon pedig nemcsak piacai jelentős részének elvesztését hozza, de határából mintegy 800 holdnyi erdőt és legelőt a szomszéd államnak ítél, ami az állattenyésztés visszaesését is magával hozta.
Részletesebb leírásunk 1929-ből van a településről. Ekkor Lipót 812 főnyi lakossága 154 házban él, 2900 kh. területéből 1186 szántó, rét 98, legelő 282, erdő 672, kert 5, nádas 30, egyéb pedig 550 katasztrális hold. Homokos, kavicsos, kötött és vizenyős talaján főként búza, rozs, árpa, zab, tengeri, bur-gonya és répa terem. A községben Önkéntes Tűzoltó Egylet, Levente Egyesület, valamint Hangya Fogyasztási és Értékesítő Szövetkezet működik. Jelentős ez idő tájt  már a Lipóton élő mesteremberek száma is: 1938-ban a 691 földművelő mellett 84 főnek már az ipar ad megélhetést.
A második világháború 17 életet követelt Lipótról; az 1954. évi nagy szigetközi árvíz pedig szinte az egész falut romba dönti! Így ma egy – a történelme során immár sokadszor – újjáépített település várja a nagy számban idelátogatókat, ez utóbbiakat a messze földön híressé vált, az 1968. évi első fúrások után felszínre törő termálvizének, illetve az arra telepített fürdőjének köszönheti Lipót. Közismert a falu kertészete is.
Lipót lakossága 1996 végén 690 fő, az utóbbi években valamelyest csökkent (1960-ban 710, 1985-ben 723 fő volt). A településen a vízvezeték- és a csatornahálózat kiépült. Távbeszélő-fővonallal 132 előfizető rendelkezik a községben. A falu óvodájába 21, az általános iskola alsó tagozatába 34 gyermek járt az 1997. évben; a felső tagozatosok Hédervárra járnak át naponta. Lipóton a rendezvényeket is szervező művelődési ház, valamint a benne elhelyezett kb. 4000 kötetes könyvtár nyújt lehetőséget hasznos időtöltésre, míg az alapellátást orvosi rendelő, postahivatal és takarékszövetkezet biztosítja. A lakosság, valamint a vendégek igényeit 6 kiskereskedelmi bolt – közülük 2 élelmiszerüzlet –, valamint 14 vendéglátóhely igyekszik kielégíteni.

## A település ma
A legtöbb dolgozót a Lipóti Mezőgazdasági és Szolgáltató Szövetkezet foglalkoztatja kertészetében és szántóföldjein, de ez a szövetkezet üzemelteti a termálfürdőt, a kempinget és a Holt-Duna fogadót is. Termékeiről egyre szélesebb körben válik ismertté a Lipóti Pékség is.
Fürdőszezonban élénk az idegenforgalom: az éttermek, a vándortábor, a fogadók és a fürdő több száz ember elhelyezését, pihenését és ellátását biztosítják.

## Közélete

### Polgármesterei
- 1990–1994: Sulyok Attila Zsolt (független)[3]
- 1994–1998: Sulyok Attila Zsolt (független)[4]
- 1998–2002: Sulyok Attila Zsolt (független)[5]
- 2002–2006: Sulyok Attila Zsolt (független)[6]
- 2006–2010: Tóth József Péter (független)[7]
- 2010–2014: Tóth József Péter (független)[8]
- 2014–2019: Tóth József Péter (független)[9]
- 2019–2024: Tóth József Péter (független)[10]
- 2024– : Tóth József Péter (független)[1]

## Népesség
A település népességének változása:
| Lakosok száma | 707  | 702  | 716  | 788  | 768  | 816  | 798  |
|               | 2013 | 2014 | 2015 | 2021 | 2022 | 2023 | 2024 |

A 2011-es népszámlálás során a lakosok 94,6%-a magyarnak, 0,4% horvátnak, 2% németnek, 0,7% szlováknak mondta magát (4,4% nem nyilatkozott; a kettős identitások miatt a végösszeg nagyobb lehet 100%-nál). A vallási megoszlás a következő volt: római katolikus 86,5%, református 0,6%, evangélikus 0,1%, görögkatolikus 0,1%, felekezeten kívüli 2,5% (10% nem nyilatkozott).
2022-ben a lakosság 91,4%-a vallotta magát magyarnak, 2% németnek, 0,7% románnak, 0,7% szlováknak, 0,4% lengyelnek, 0,3% cigánynak, 0,1-0,1% szerbnek, görögnek és ukránnak, 3,6% egyéb, nem hazai nemzetiségűnek (7,9% nem nyilatkozott; a kettős identitások miatt a végösszeg nagyobb lehet 100%-nál). Vallásuk szerint 56,1% volt római katolikus, 2% református, 0,7% evangélikus, 0,7% ortodox, 0,4% görög katolikus, 1,4% egyéb katolikus, 5,9% felekezeten kívüli (32,9% nem válaszolt).

## Nevezetességei
- az I. Szent Kelemen pápa vértanú emlékére szentelt, 204 m2 alapterületű templom. Az 1777-ben barokk stílusban elkészült templom fő „híressége egy gyönyörű Maulbertsch-freskó, amit a győri székesegyház festésével egy idő-ben alkothatott a kiváló osztrák művész a Héderváry grófok bőkezű kegyúri ajándékából” – írja Timaffy László. A templom passióképe – Zákonyi Ferenc szerint – a magyaróvári kapucinus zárdából származik; értékes továbbá a szószék oldalán látható dombormű, amely a Jó Pásztort ábrázolja.
- Érdemes megtekinteni a Lipótot Darnózselivel összekötő védett vadgesztenye fasort, valamint a községet északról határoló 68 ha-os Holt-Dunát, a vízimadarak fészkelő- és élőhelyét.
- A faluban sétálgatva megcsodálhatjuk a népi építészet néhány fennmaradt szép emlékét, de megfigyelhetjük a régi településszerkezetet is: a házak apró szigetekre, helyenként mesterségesen összehordott kis dombokra épültek, míg az utcák a régi medrek helyén kanyarognak – így „nagyvíz-kor” ladikkal lehetett a házak között közlekedni.
- Lipóti Termál- és Élményfürdő

## Természeti értékei
A község szélén található a fokozottan védett Lipóti-morotvató. A felfűződött és feltöltődött Duna-kanyarulat ma már nincsen közvetlen kapcsolatban a folyóval. A morotvában kisebb nyílt vízű részek ékelődnek a nádasok és gyékényesek közé. A vízfelületeket részben lebegő hínárnövényzet borítja: fehér tavirózsa és a sárga virágú vízitök. Madárvilága gazdag: a nádasban telepesen fészkel a vörös gém és egyes években a nagy kócsag emellett költ a barna rétihéja, a búbos vöcsök, a kis vöcsök és a cigányréce.

## Sportélete
Lipóton van lehetőség labdarúgásra, teniszezésre, horgászatra és vízi sportokra is. A község labdarúgó csapata a megyei első osztályban szerepel.
A Lipóti férfi kézilabda csapat a magyar NB2-es bajnokságban szereplő jelentős egyesület, melynek történelmében kiemelkedő pillanatot jelentett a 2022-2023-as szezon. Ebben az időszakban a csapat tagjai elérték a Lipóti kézilabda történetének első bronzérmét, hozzájárulva ezzel az egyesület sikeres múltjához és jelenéhez.
Az említett szezonban a Lipóti kézilabda csapat megmutatta, hogy komoly versenyképességgel és elszántsággal rendelkezik, amely lehetővé tette számukra, hogy a bajnokságban a legjobb eredményeket érjék el. A bronzérem megszerzése egyértelműen bizonyította a csapat kitartó munkáját és tehetségét, valamint azt, hogy a Lipóti kézilabda folyamatosan fejlődik és növekszik a hazai kézilabdaközösségben.Jelenleg a Lipóti férfi kézilabda csapat továbbra is a nagyobb sikerekért dolgozik, törekedve arra, hogy további elismerést szerezzenek az NB2-es bajnokságban, és erősítsék pozíciójukat a magyar kézilabdasportban.

## Galéria

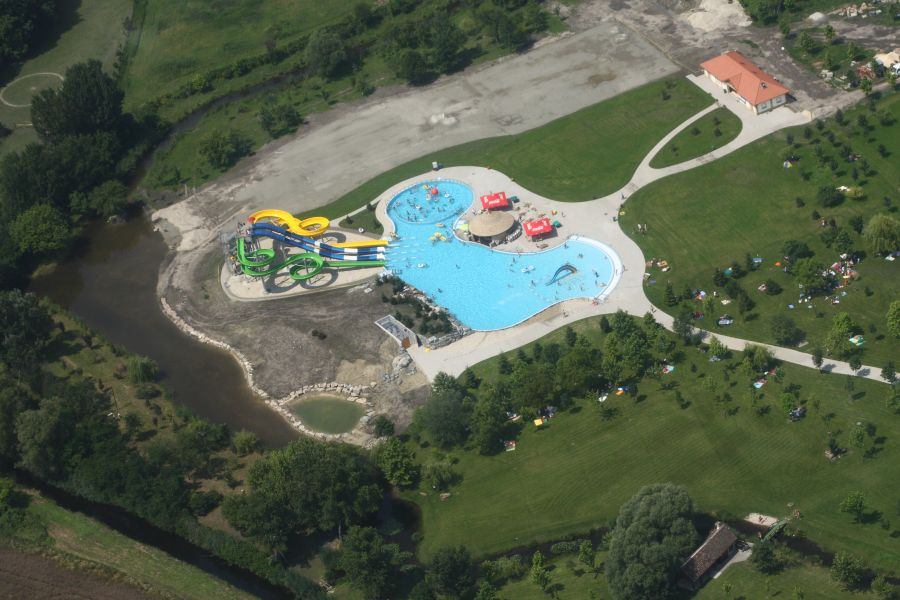
Strand
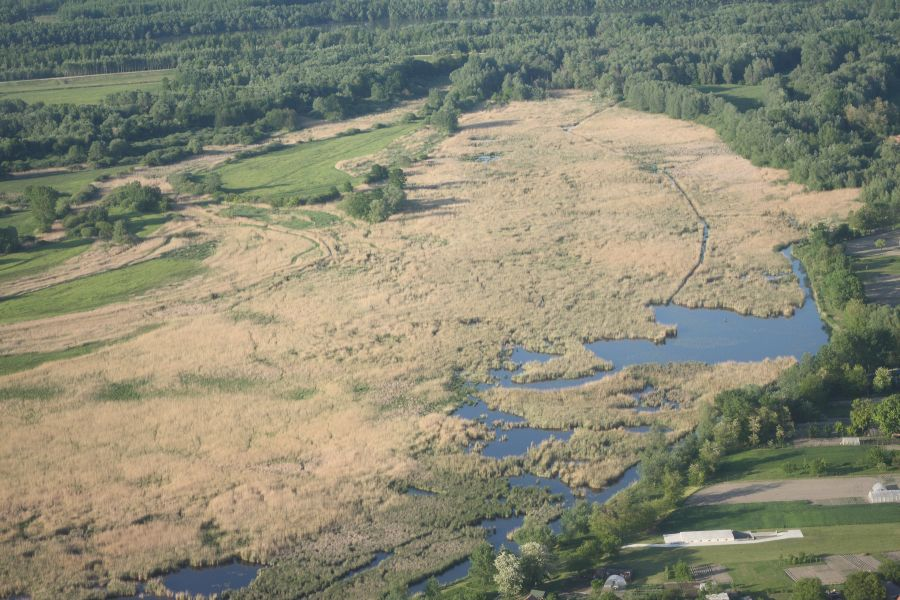
A morotva
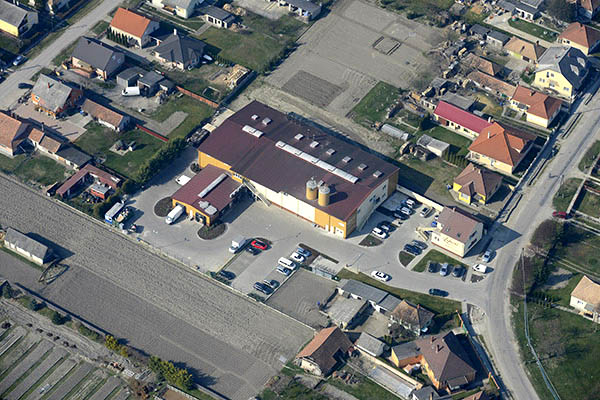
Légi felvétel
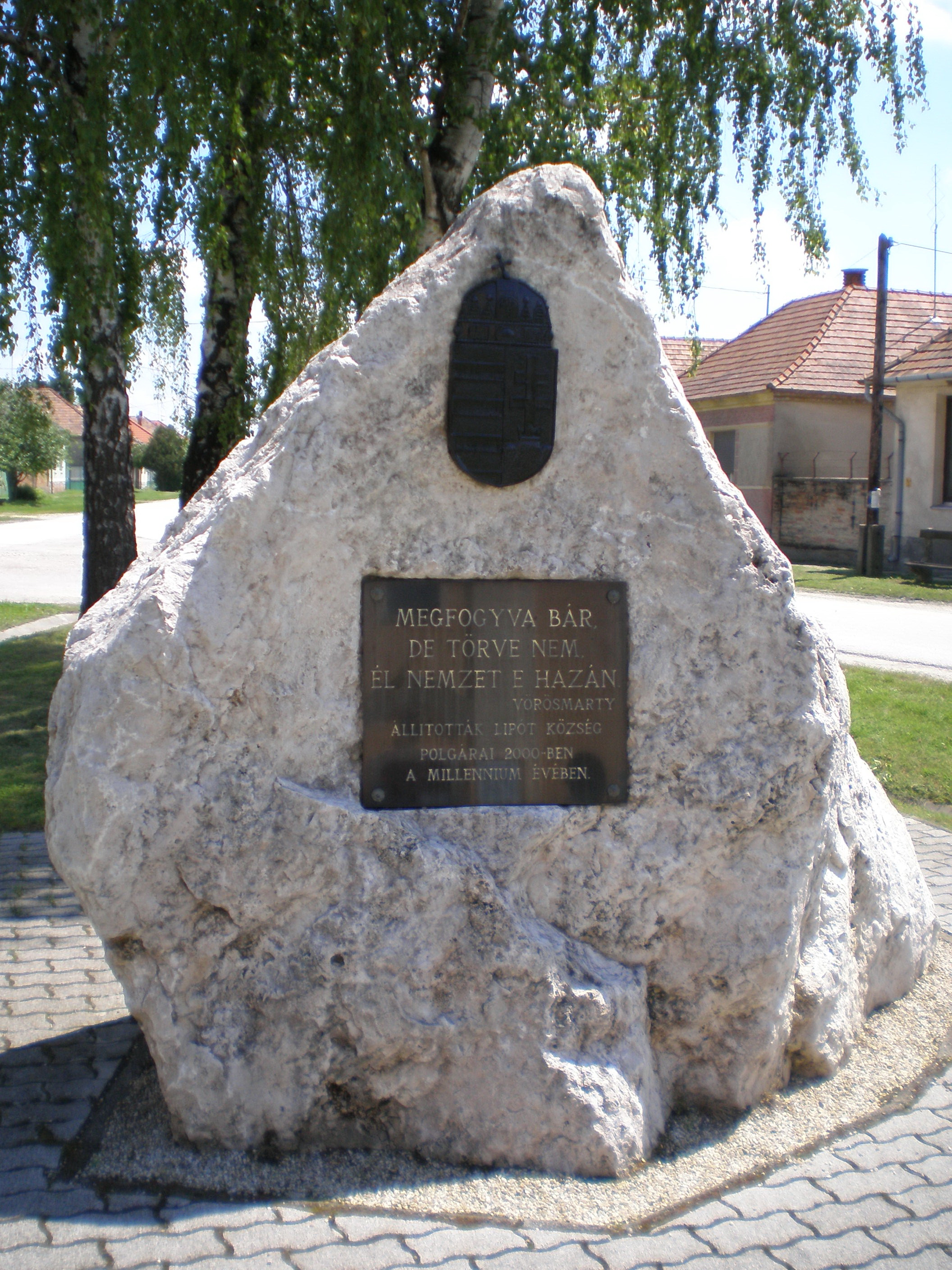
Millenniumi emlékmű
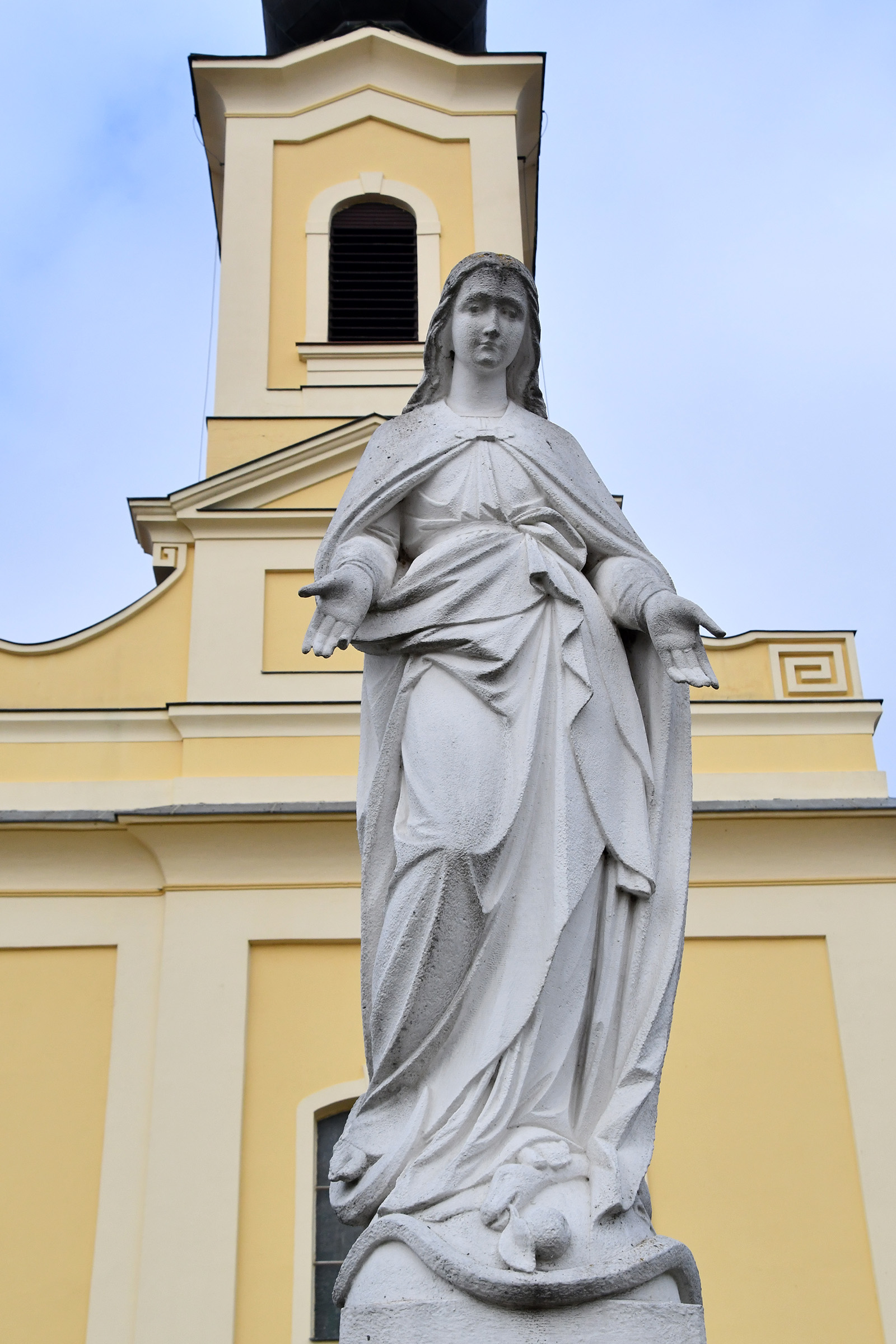
Szűz Mária (Immaculata)-szobor az 1954-es Mária-év tiszteletére
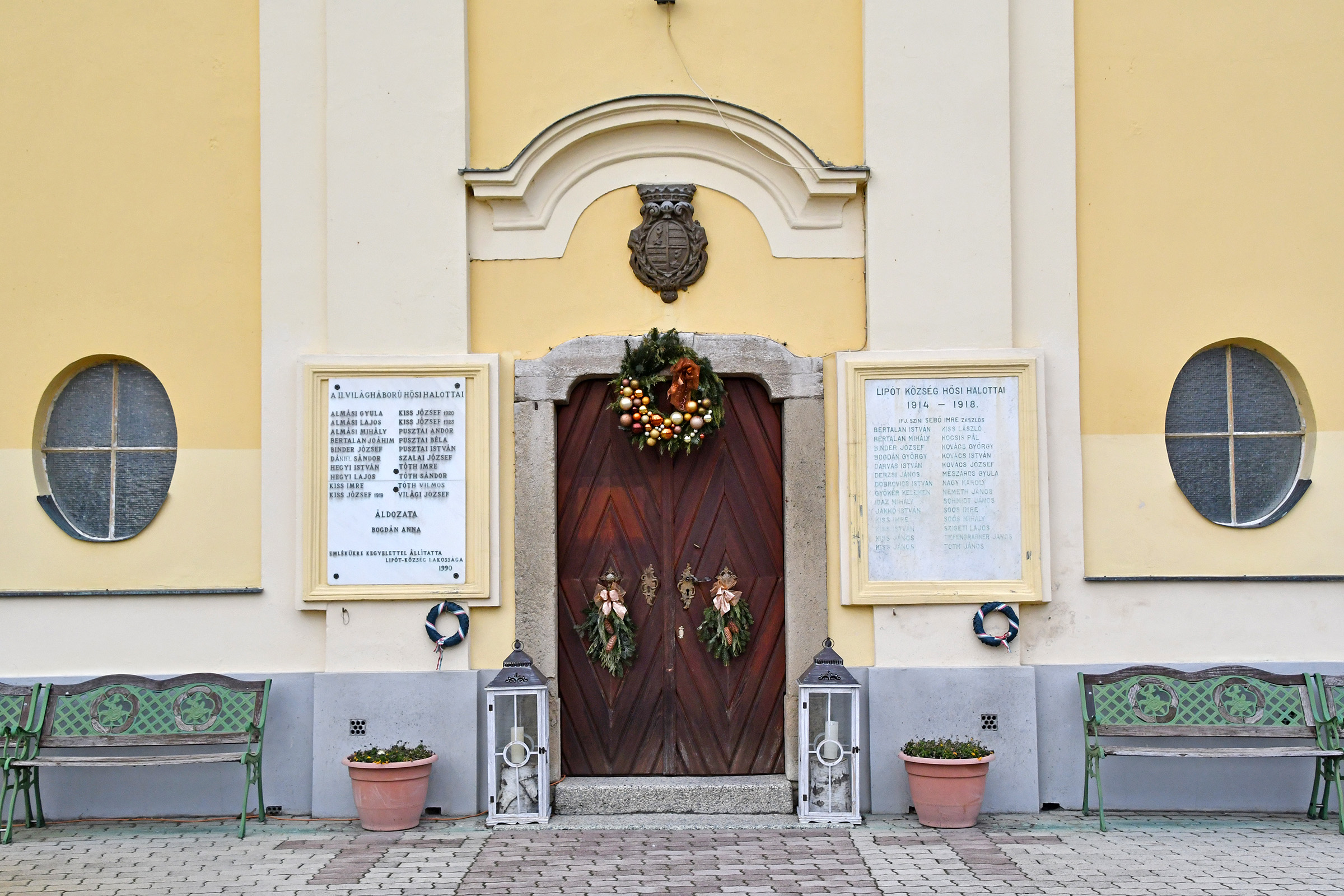
A két világháború lipóti halottainak emléktáblái a templomkapunál
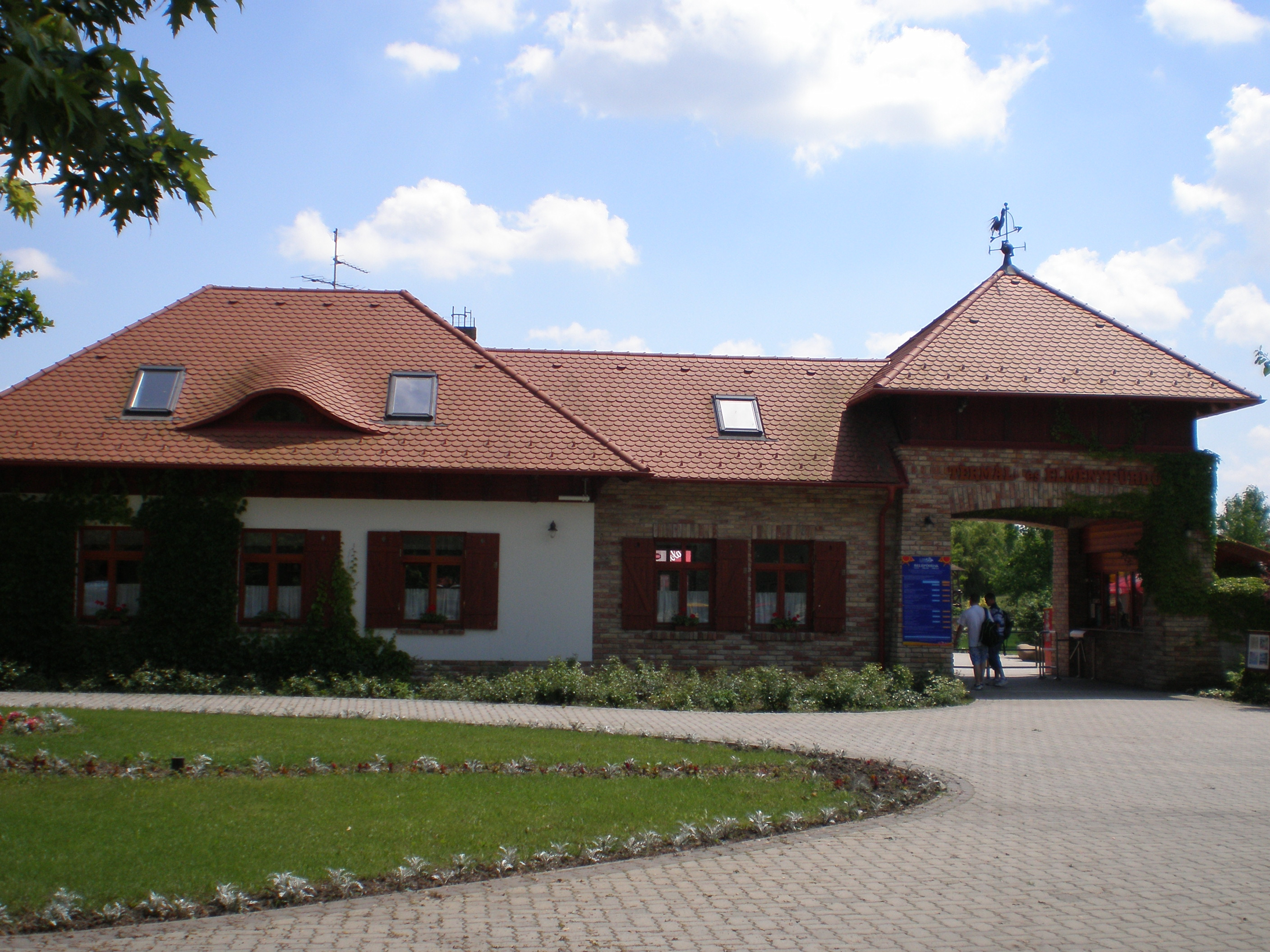
A termálfürdő bejárata
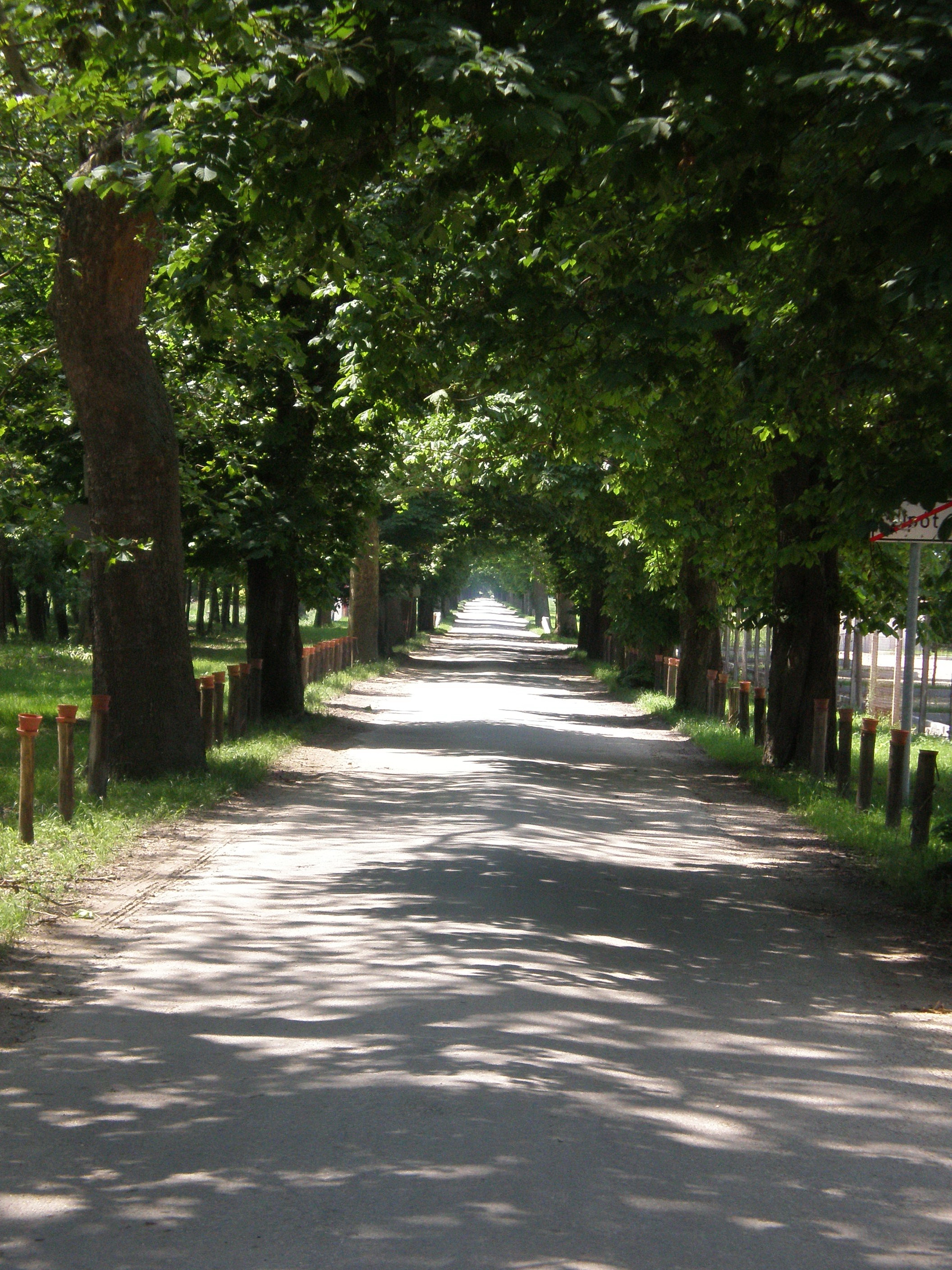
Gesztenyefasor